# Anglo-španělská válka (1585–1604)
Anglo-španělská válka (1585 – 1604) byl přerušovaný konflikt mezi Španělskem a Anglií, který nebyl formálně vyhlášen. Tato válka byla sérií izolovaných bitev a byla zahájena neúspěšným anglickým tažením roku 1585 v Nizozemsku, které mělo podpořit Nizozemce proti Habsburkům.
Angličané uspěli v bitvě o Cádiz a podařilo se jim odrazit Španělskou Armadu ale po neúspěchu roku 1589 u La Coruni a Lisabonu ztratili iniciativu ve vedení války. Španělé vyslali dvě další výpravy, ale ty byly i vlivem nepříznivých povětrnostních podmínek neúspěšné.
V období po porážce Armady Španělé posílili obranu svých obchodních lodí, které převážely cenné kovy z Ameriky. Angličané poté nebyli schopni dosáhnout větších úspěchů. Roku 1604 po nástupu Jakuba I. došlo k urovnání konfliktu a podpisu mírové smlouvy v Londýně.
Obě strany se dohodly na ukončení vojenských intervencí v Irsku a Nizozemsku a Anglie se zavázala nepodporovat pirátství. Obě strany dosáhly některých svých záměrů, ale jejich státní pokladny byly tímto střetem téměř vyčerpány.

## Příčiny
Protestantská anglická královna Alžběta uplatňovala v Anglii náboženskou politiku zaměřenou proti katolíkům (i když byly zrušeny zákony proti kacířství z doby vlády Eduarda VI.) což bylo pro španělského krále Filipa II. nepřijatelné. Angličané také podporovali odpor Nizozemců proti vládě Španělů. Útoky anglických korzárů (které Španělé považovali za piráty) na španělské državy v Americe a na obchodní lodi při cestě Atlantikem snižovaly příjem španělské královské pokladnice.
Obchod s otroky, zahájený roku 1562 Johnem Hawkinsem a podporovaný Alžbětou, byl považován Španěly za pašeráctví. V srpnu 1568 byla flotila dovážející otroky vedená Johnem Hawkinsem a Francisem Drake napadena nedaleko Veracruzu Španěly a několik lodí bylo potopeno. Tato událost vyhrotila vztahy mezi oběma zeměmi a následující rok Angličané zadrželi několik lodí, které vyslali Španělé pro zásobování jejich armády v Nizozemsku. Drake a Hawkins zintenzivnili svou korzárskou činnost, aby tak narušili španělský monopol v Atlantiku.

## Počátek války

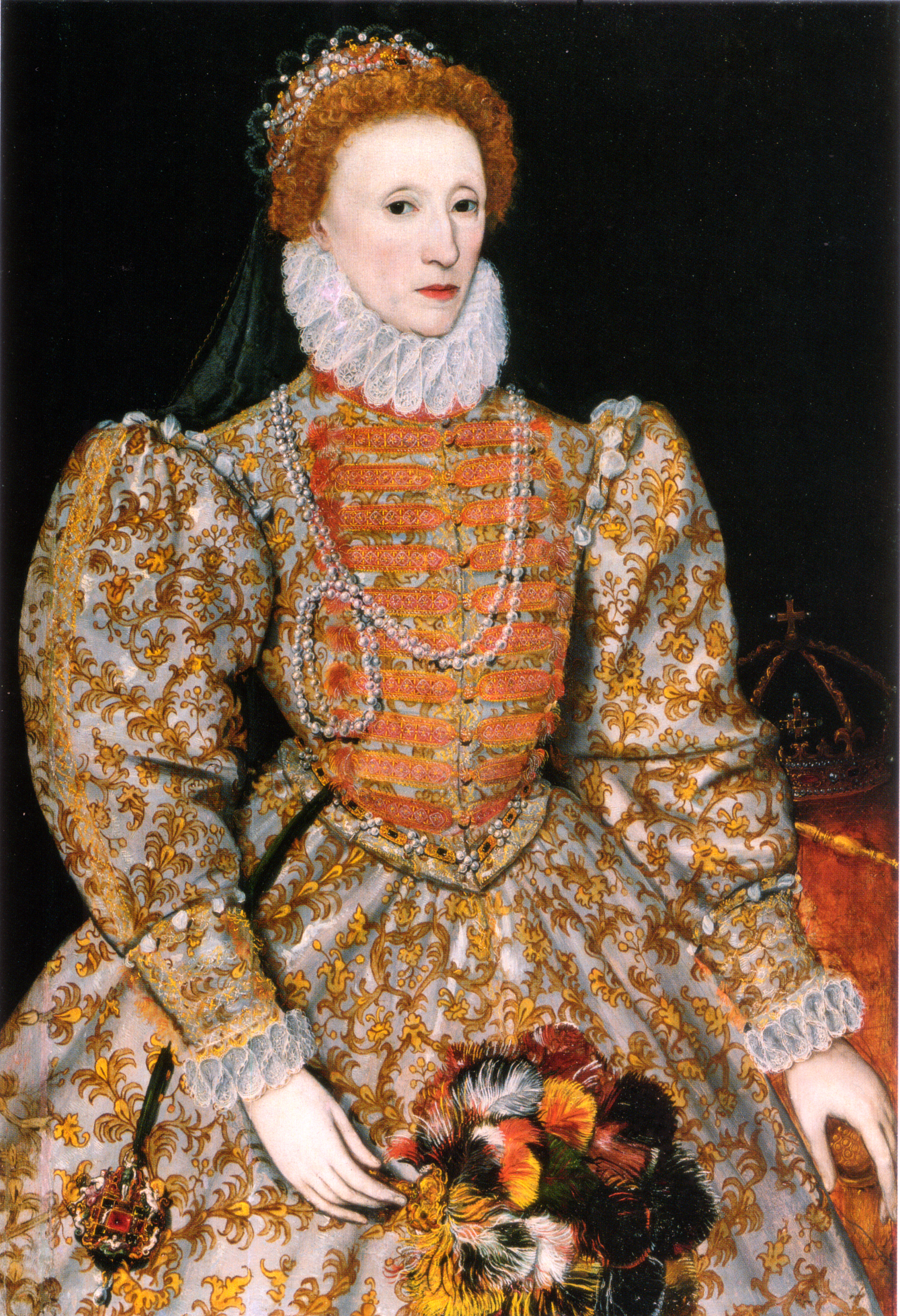
Alžběta I.

Válka vypukla roku 1585. Drake vyrazil na západ a vydrancoval Santo Domingo, Cartagenu a Svatého Augustina na Floridě. Anglie se připojila k Republice spojených nizozemských provincií v boji proti Španělsku. Filip II. plánoval invazi do Anglie, ale v dubnu 1587 byly přípravy přerušeny poté, co Drake spálil 37 španělských lodí v přístavu u Cádizu.
Poprava Marie Stuartovny rozzlobila katolíky v Evropě a její nárok na anglický trůn (podle její poslední vůle) přešel na Filipa. 29. července obdržel papežův souhlas se svržením Alžběty, která byla exkomunikována Piem V., a jejím nahrazením kýmkoli podle jeho volby.
Po nástupu Jindřicha IV. Navarrského na francouzský trůn podporovala Anglii právě Francie.

## Porážka španělské armady
V odplatu za popravu Marie, Filip vyhlásil záměr dobýt Anglii a dosadit na její trůn katolického panovníka. Sestavil flotilu asi 130 lodí a obsadil je 8000 vojáky a 18000 námořníky. Pro financování této výpravy povolil Sixtus V. Filipovi vyhlásit křižáckou daň. Přislíbil také další podporu poté, co dosáhnou anglického pobřeží.
Tato španělská Armada vyrazila k Nizozemí, kde měla vyzvednout další posily pro invazi do Anglie. Nicméně anglické námořnictvo španělské flotile způsobilo v bitvě u Gravelines velké ztráty a donutilo ji vyrazit na sever. Španělé pluli na sever kolem Skotska a Irska, kde utrpěli i vlivem nepříznivého počasí další ztráty.

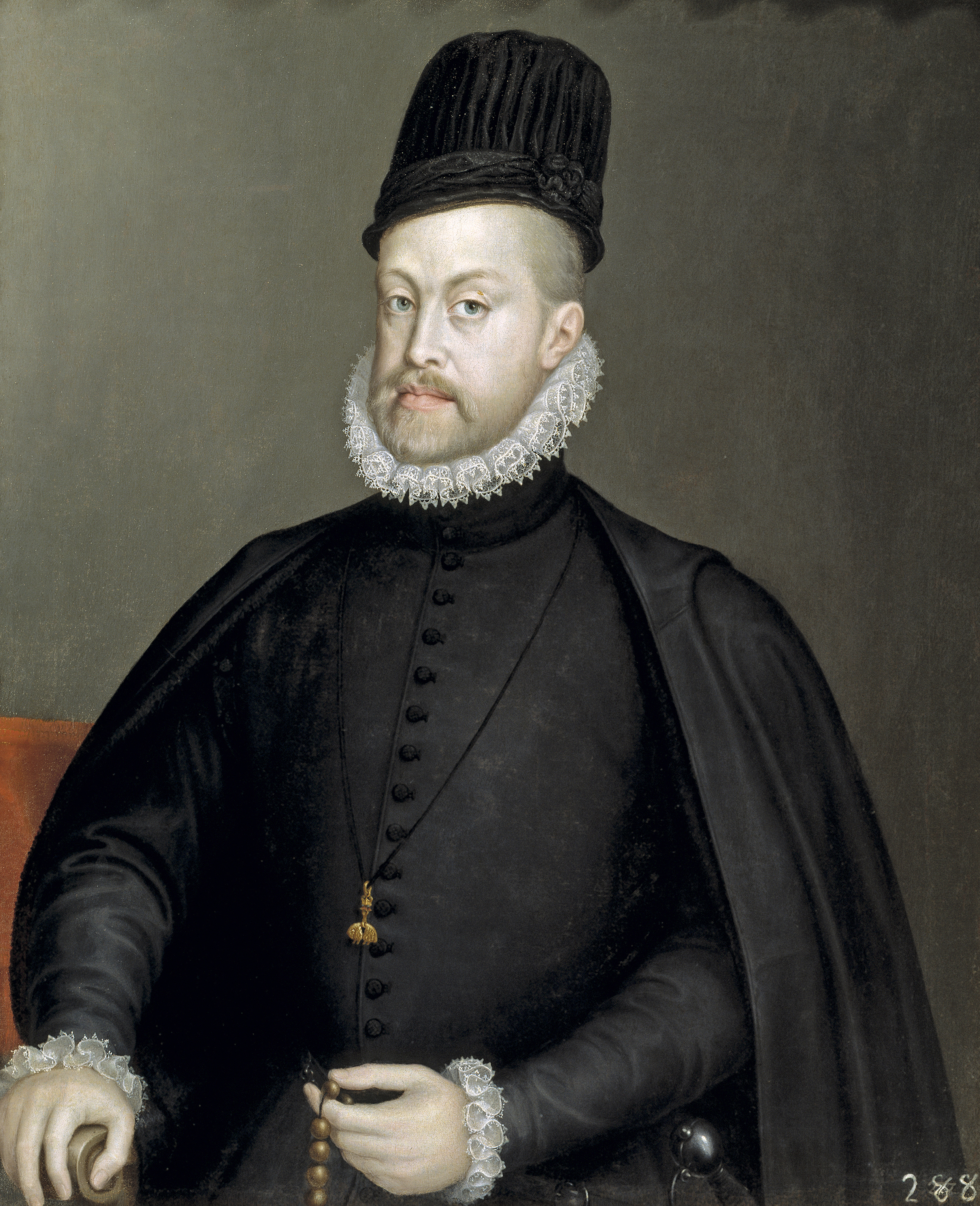
Filip II.

Porážka španělské Armady přinesla anglickým námořníkům bohaté zkušenosti. Angličané byli schopni pokračovat v korzárských útocích proti španělským obchodním lodím a posílat vojáky na podporu Nizozemců proti Španělsku. Pro protestanty bylo zničení Armady znakem, že je Bůh podporuje.

## Další vývoj války
Porážka španělské Armady neznamenala konec války. Anglické námořnictvo vedené Drakem a Johnem Nerreyem bylo roku 1589 vysláno proti španělské atlantské flotile, která kotvila na severu Španělska u San Sebastianu. Dalším záměrem této výpravy bylo zajetí španělské obchodní flotily a vyhnání Španělů z Portugalska. Následkem špatné organizace a přílišné opatrnosti utrpěli Angličané při dobývání Lisabonu velké ztráty a byli odraženi. Námořníci byli postiženi nemocemi a část flotily vedená Drakem byla u Azor rozehnána bouří. V důsledku toto tažení přineslo Anglii velké finanční náklady, které nebyly vyváženy dostatečným úspěchem.

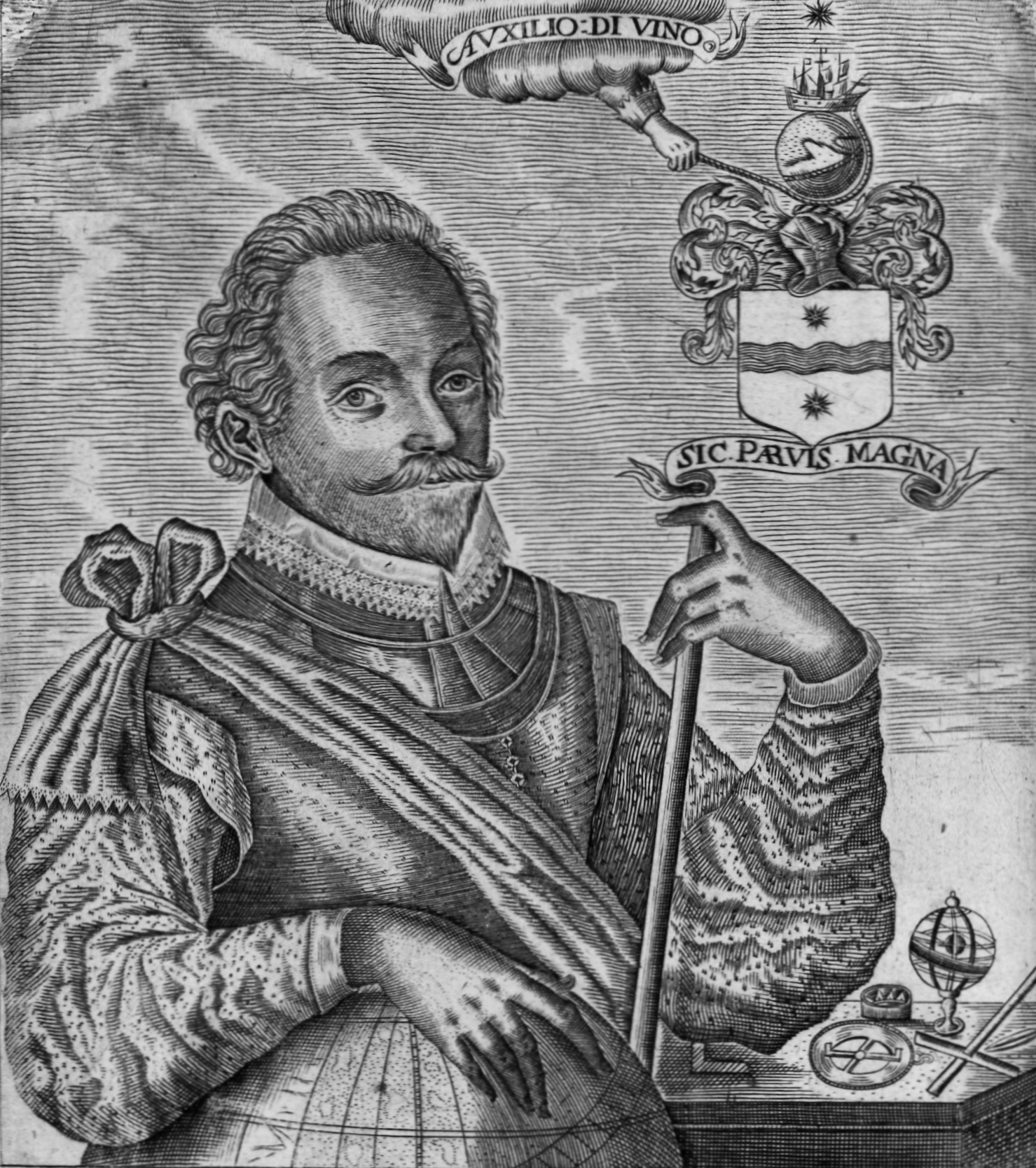
Francis Drake

V tomto období byli Španělé schopni opravit své lodi a vybavit je po vzoru Angličanů. Jejich hlavní pýchou bylo Dvanáct apoštolů – dvanáct obrovských galér. Vylepšen byl i systém řazení a obrany konvojů obchodních lodí dovážejících cenné kovy a jiné poklady z Ameriky. To způsobilo mimo jiné neúspěch korzárské výpravy vedené Johnem Hawkinsem v 90. letech 16. století a odražení útoku vedeného Effinghamem u Azor. V 90. letech tak byli Španělé schopni dovézt asi trojnásobné množství zlata a stříbra, než v předchozím období.
Roku 1595 se Španělské vojsko chránící Lamanšský průliv vylodilo na anglickém pobřeží v Cornwallu. Španělé ukradli zásoby, vydrancovali a vypálili Penzance a okolní vesnice a odpluli dříve, než byli Angličané schopni zareagovat. Roku 1596 spojené anglicko nizozemské síly vyplenily Cádiz, zničily velkou část španělské flotily a vypálily město. Španělé ale byli schopni ukrýt asi 12 miliónů dukátů a tak dobyvatelé nezískali touto akcí velké bohatství.

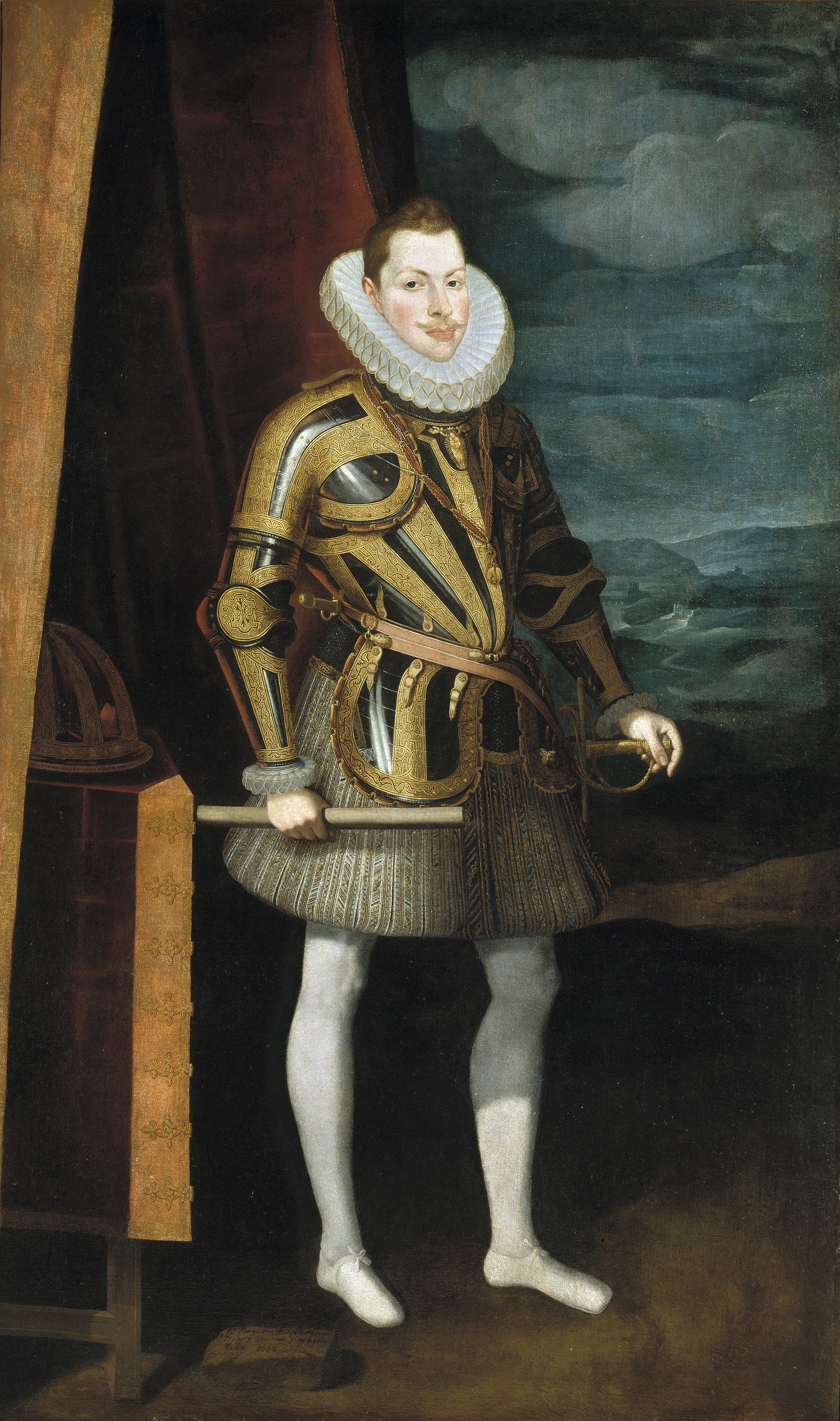
Filip III.

Španělé vyslali velké vojenské oddíly do Bretaně a tím byla otevřena další fronta války. Poté, co Španělé obsadili Calais, vyslala Alžběta asi 2000 vojáků do Francie. Roku 1595 vypukla válka v Irsku. Irští šlechtici, podporovaní Španěly, se vzbouřili proti Angličanům. Zatímco se Angličané soustředili na potlačení vzpoury v Irsku, vyslali Španělé v letech 1596 a 1597 dvě námořní výpravy. Obě byly neúspěšné, první byla zničena v bouři a druhá musela čelit nepříznivému počasí a nedorazila ani k anglickému pobřeží. Král Filip II zemřel roku 1598 a jeho následník Filip III. pokračoval ve válce s daleko menší intenzitou.
Na konci roku 1601 vyslali Španělé expediční sbor na podporu vzbouřenců do jižního Irska. Vojáci vstoupili v počtu 3000 do města Kinsale, ale bezprostředně poté museli čelit obléhání Angličany. Na podporu obléhaných Španělů dorazili irští vzbouřenci, ale vlivem špatné koordinace zvítězili v bitvě u Kinsale Angličané. Španělé nechtěli držet Kinsale a tak přistoupili na návrh Angličanů a vrátili se domů.
Poté, co na anglický trůn nastoupil Jakub I. bylo jeho prvním záměrem uzavření mírové dohody se Španěly. Dohoda byla podepsána v Londýně roku 1604.

## Důsledky
Zatímco Španělé dosáhli zlepšení ochrany svých obchodních lodí a zvýšili dovoz cenností z Ameriky, byl pokles obchodu vlivem střetů se Španěly a nutnosti potlačit vzpouru v Irsku pro Anglii velkou finanční zátěží. Osidlování severní Ameriky bylo přerušeno až do období vlády Stuartovců. To umožnilo Španělům konsolidovat své panství na tomto kontinentě a stát se nejvýznamnější zámořskou mocností. Byli schopni blokovat atlantské mořské cesty a bránit tak Anglii v rozšiřování jejich amerických kolonií do doby, než Anglie přijala jejich podmínky. Nicméně Anglie stále byla silnou protestantskou mocností a nizozemské povstání odčerpávalo značnou část španělských financí.